# Operatie Kitona
Operatie Kitona was een offensief van zowel Rwandese als Oegandese strijdkrachten, dat het begin betekende van de Tweede Congolese Burgeroorlog. Het doel van Rwanda was om Laurent-Désiré Kabila af te zetten en een regering te installeren die meer in lijn was met de Rwandese belangen. Ze hoopten dit te bereiken door snel de controle over Kinshasa en de strategische westelijke provincie Bas-Congo te verwerven.
Op 4 augustus 1998 lanceerden Rwandese en Oegandese troepen gezamenlijk een verrassingsaanval op de Vliegbasis van Kitona in West-Congo, waarbij ze gekaapte burgervliegtuigen gebruikten. In eerste instantie waren ze succesvol in het overnemen van belangrijke havens en infrastructuur. Echter, de interventies van Zimbabwe en Angola verhinderden dat de Rwandese en Oegandese troepen de controle over Kinshasa konden overnemen. Dit dwong de binnenvallende troepen om zich terug te trekken naar de bossen van Angola, waar ze uiteindelijk eind 1998 per vliegtuig werden geëvacueerd naar Rwanda.
Tegenwoordig wordt Operatie Kitona bestudeerd vanwege de gedurfde eerste luchtaanval, maar ook vanwege tekortkomingen in de inlichtingendiensten aan de Rwandese zijde.

## Achtergrond
Na de Eerste Congolese Burgeroorlog installeerden Rwanda, Oeganda en geallieerde groepen uit Oost-Congo Laurent-Désiré Kabila in mei 1997 als leider van de nieuw gevormde Democratische Republiek Congo. In ruil daarvoor benoemde Kabila veel Rwandese functionarissen tot belangrijke posities in zijn nieuwe regering en strijdkrachten, waaronder James Kabarebe, die diende als stafchef van het Congolese leger. Gedurende meer dan een jaar ondersteunden Rwandese troepen en functionarissen de regering van Kabila en gebruikten ze hun invloed om grondstoffen naar Rwanda te exporteren.
Echter, tegen het einde van 1997 begon de Congolese bevolking zich te verzetten tegen het Rwandees Patriottisch Front, dat de anti-Rwandese opstanden in Oost-Congo met aanzienlijke wreedheid onderdrukte. Ze smokkelden natuurlijke hulpbronnen uit het land, namen land en huizen in beslag en schonden de rechten van burgers. Tegen medio 1998 groeiden de interne etnische spanningen en overtuigden deze Kabila ervan dat de Rwandese invloed zijn macht bedreigde.
Op 13 juli ontsloeg hij alle Rwandese functionarissen uit regeringsposities en op 27 juli beval hij alle overgebleven Rwandese en Oegandese soldaten om het land te verlaten. Kabila verving deze verliezen door bondgenoten, lokale milities en overlevenden van de Hutu-genocidairs. Deze acties wekte de woede op van velen in de Rwandese regering, omdat het hun invloed in Congo bedreigde en de veiligheid van Tutsi's in zowel de DRC als Rwanda in gevaar bracht. Paul Kagame, de Rwandese minister van Defensie, die al maanden bezorgd was over deze ontwikkelingen, begon in april 1998 plannen te maken voor een tweede militaire interventie in Congo.

### Rwandese plannen
Kabarebe stelde voor om Rwandese troepen over een afstand van 1.900 kilometer naar de luchtbasis van Kitona in West-Congo te laten vliegen, wat slechts 320 kilometer van Kinshasa verwijderd was. Op deze locatie zouden ze de controle kunnen overnemen over de economisch cruciale provincie Bas-Congo, die de enige zeehavens van Congo herbergt, evenals de Inga-dammen, de belangrijkste bron van elektriciteit voor West-Congo. In de daaropvolgende chaos was het plan om naar Kinshasa op te rukken, Laurent-Désiré Kabila af te zetten en een ander regime te installeren dat gunstiger was voor Rwanda.
Kabarebe's ervaringen in Congo deden hem geloven dat verschillende lokale dissidenten, waaronder geïnterneerde Banyamulenge en voormalige FAZ-soldaten, zich bij de Rwandese troepen zouden aansluiten en zouden helpen om snel een einde te maken aan Kabila's regering.

### Openingszetten in Goma
Op de avond van 2 augustus begaven generaal Sylvain Mbuki en zijn plaatsvervanger van de Congolese strijdkrachten (FAC) zich naar het plaatselijke Rwandese gecontroleerde Radio-Télévision Nationale Congolaise-station in Goma. Daar aangekomen kondigden ze een opstand binnen de FAC aan en verklaarden ze hun intentie om Laurent-Désiré Kabila omver te werpen. Terwijl dit bericht werd uitgezonden, drongen commando's van de Rwandese Hoge Commando-eenheid (HCU) de stad binnen en namen ze de internationale luchthaven van Goma over, samen met vier civiele vliegtuigen en enkele lichtere transportvaartuigen. De volgende dag namen Rwandese HCU-commando's de controle over de internationale luchthaven van Goma volledig over en kaapten ze vier burgervliegtuigen, waaronder twee Boeing 727's en twee Boeing 707's, die zich op de landingsbaan bevonden. Op 4 augustus werden de commando's versterkt door extra Rwandese en Oegandese soldaten, waaronder een lichte artillerie-eenheid uit Oeganda, wat resulteerde in een totaal van meer dan 500 soldaten. De piloten werden onder bedreiging gedwongen om westwaarts naar de Kitona-luchtbasis te vliegen.

## Eerste successen

### Landing in Kitona

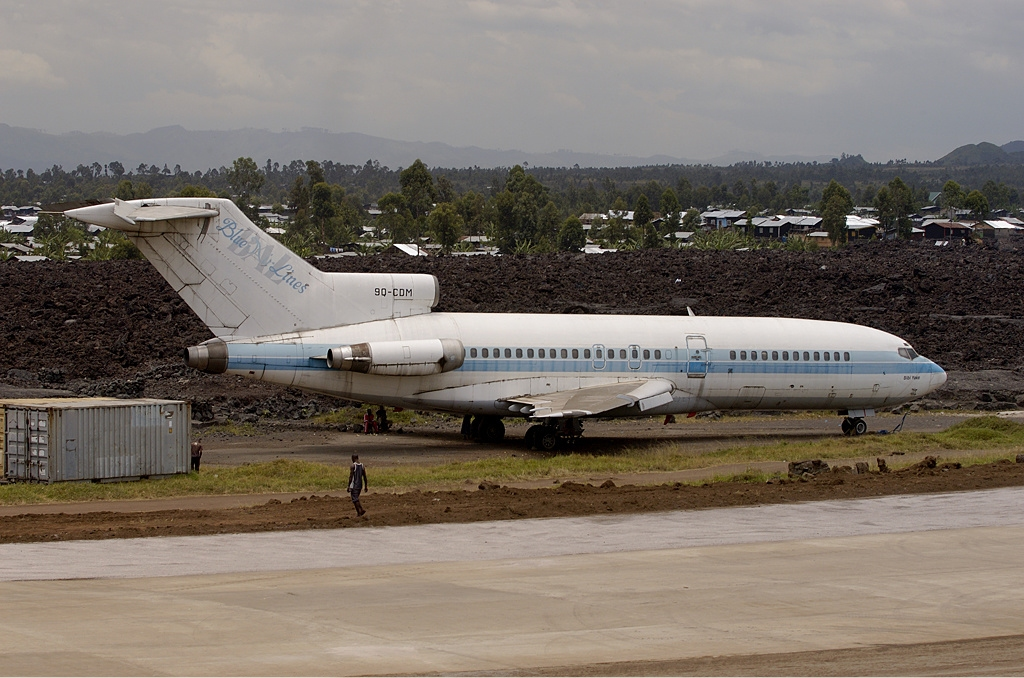
9Q-CDM, een van de 727's die werden gebruikt bij de eerste aanval op Kitona Air Base.

Op de ochtend van 4 augustus landden de twee Boeing 727-vliegtuigen als eerste en zetten hun luchttrappen uit terwijl ze nog aan het taxiën waren, waardoor de Rwandese HCU-commando's snel konden ontschepen. Binnen 30 minuten hadden ze de controle overgenomen van het vliegveld en de belangrijkste faciliteiten van de Kitona-luchtbasis. Vervolgens landden de overgebleven twee Boeing 707-vliegtuigen en losten hun troepen en voorraden uit. Deze vier vliegtuigen bleven heen en weer vliegen tussen Kitona en Rwanda, en op 5 augustus waren er al meer dan 3.000 Rwandese en Oegandese troepen via deze luchtbrug naar Kitona gebracht.
Nadat het vliegveld was veiliggesteld, wist Kabarebe lokale Congolese legeronderdelen te overtuigen en om te kopen om zich aan te sluiten bij zijn invasiemacht. Deze nieuwe rekruten voegden meer dan 2.000 Congolese rebellen toe aan de troepen, evenals tanks van Type 59 en Type 62, en ZOe-23-2 luchtafweerkanonnen.

### Acties aan de kust

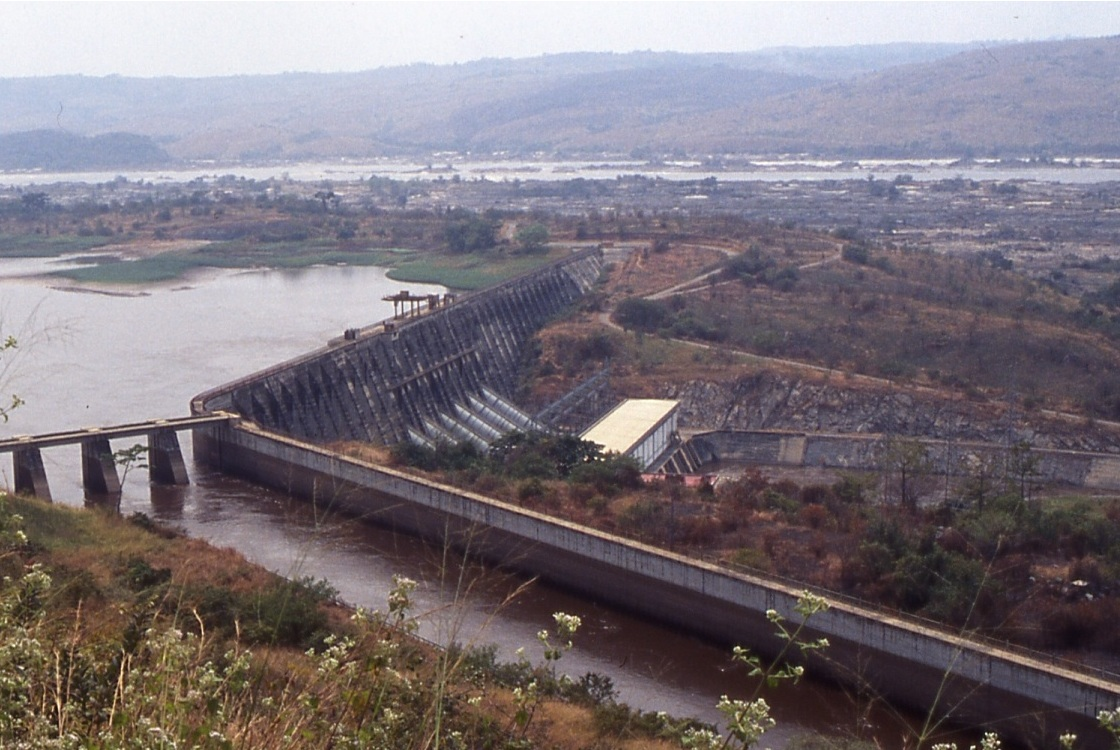
Inga I, een van de Inga-dammen, een belangrijk vroeg doelwit van de operatie.

Deze strijdmacht overrompelde snel de lokale Congolese troepen die trouw waren aan Kabila. Op 5 augustus waren de nabijgelegen olie-infrastructuur bij Moanda en de haven van Banana al veroverd. In de door de Rwandezen bezette gebieden vonden helaas wijdverspreide verkrachtingen en plunderingen plaats.
Op 7 augustus werd Boma, gelegen op 100 kilometer landinwaarts van Kitona, ingenomen. Op 10 augustus viel Matadi, de belangrijkste zeehaven van Congo, in handen van de indringers. Slechts drie dagen later, op 13 augustus, wisten ze de Inga-dammen te veroveren, wat een van de belangrijkste doelen van de operatie was. Zodra ze aankwamen, gaf Kabarebe de opdracht om de turbines te sluiten, wat resulteerde in een volledige stroomonderbreking voor de stad Kinshasa.

### Chaos in Kinshasa

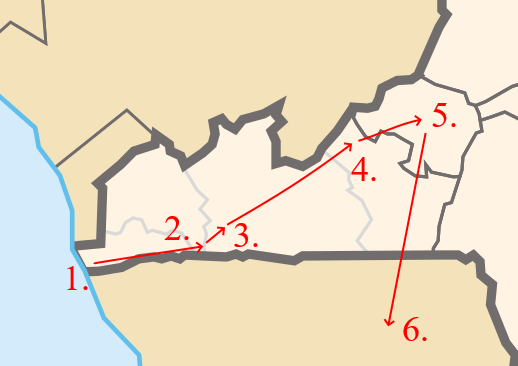
1. Eerste Rwandese landing in Kitona 2. Verovering van Matadi 3. Verovering van de Inga-dammen 4. Rwandese nederlagen bij Kasangulu 5. Strijd om Luchthaven N'djili 6. Rwandese terugtocht naar Angola

Op dat moment bevond de regering van Kabila zich in een staat van chaos; Kinshasa was afgesloten van de buitenwereld, delen van Oost-Congo waren onder controle van rebellen, en goed bewapende Rwandese troepen bevonden zich op 230 kilometer afstand van Kinshasa. Dit veroorzaakte paniek zowel onder de regering als onder de algemene bevolking in Kinshasa.
Kabila's regering en de media riepen de bevolking op om zich te mobiliseren om de hoofdstad te verdedigen en degenen die als ontrouw aan het regime werden beschouwd, uit te schakelen. Dit leidde tot inbeslagname van eigendommen, arrestaties, verkrachtingen, martelingen en liquidaties van Banyamulenge, Tutsi's, politieke tegenstanders en gewone burgers die als vijanden werden gezien..

## Buitenlandse interventies

### Zimbabwaanse interventie

Tekening van een Alouette III van de luchtmacht van Zimbabwe, zoals ingezet in Congo in 1998. Als gevechtshelikopter is hij bewapend met twee .30 inch machinegeweren.

Kabila was al vóór het begin van de oorlog in gesprek met Zimbabwe. Op 4 augustus ondertekenden Robert Mugabe, de president van Zimbabwe, en Kabila een militair samenwerkingsverdrag. Op 8 augustus arriveerde een contingent van de Zimbabwaanse Special Air Service (SAS) onder leiding van luchtmaarschalk Perrance Shiri op de Luchthaven N'djili buiten Kinshasa. Deze operatie, bekend als "Operatie Sovereignty Legitimacy," markeerde het begin van de betrokkenheid van Zimbabwe bij de Tweede Congolese Burgeroorlog. Tegen 12 augustus waren meer dan 800 Zimbabwaanse parachutisten en verschillende Cascavel-pantserwagens via luchtbrug naar Kinshasa gebracht.
Kabila bleef vragen om hulp van de Ontwikkelingsgemeenschap van Zuidelijk Afrika (SADC). Op 17 augustus stemden Zimbabwe en Namibië ermee in om zijn inspanningen te ondersteunen bij het aanpakken van de verschillende bedreigingen voor zijn regime. Angola bleef steun verlenen, maar nam niet deel aan de oorlog, terwijl Zuid-Afrika aandrong op verdere diplomatieke inspanningen. De Zimbabwaanse versterkingen werden geïntensiveerd, en tegen 22 augustus bestond het Zimbabwaanse troepenmacht bij Luchthaven N'djili uit meer dan 800 grondtroepen, grondsteun en piloten, 15 Cascavel-pantserwagens, 8 jacht- en lichte aanvalsvliegtuigen, en meer dan een dozijn Alouette III- en Agusta AB412-helikopters, die waren geconfigureerd voor zowel gevechts- als transportdoeleinden.

### Rwandese tegenslagen
Terwijl Kabila op zoek was naar bondgenoten, zette Kabarebe zijn opmars richting Kinshasa voort. Op 11 augustus raakten Rwandese troepen in een hinderlaag voordat ze een aanval op Kasangulu konden beginnen, gelegen op 45 km ten zuiden van Kinshasa. Op 17 augustus bevond de belangrijkste Rwandese strijdmacht zich bij Kinsielele, op 18 km ten zuiden van Kinshasa, maar hun opmars stagneerde vanwege brandstoftekorten. Op dit moment bleek de Zimbabwaanse luchtsteun van onschatbare waarde, aangezien de Rwandese troepen relatief slecht waren uitgerust om zich te verdedigen tegen luchtaanvallen. Ze waren vooral afhankelijk van de ZOe-23-2-luchtafweerkanonnen van de opstandige Congolese strijdkrachten, waar ze weinig ervaring mee hadden.
Deze afhankelijkheid werd duidelijk op 24 augustus toen Rwandese tanks werden opgemerkt door een Zimbabwaanse luchtmacht-helikopter buiten Kasangulu. De leidende tank werd uitgeschakeld, waardoor Zimbabwaanse parachutisten de kans kregen om verderop langs de weg een hinderlaag te plaatsen. In het daaropvolgende gevecht werden verschillende van de veroverde tanks vernietigd, en de meeste anderen werden in beslag genomen. Dit zorgde ervoor dat de Rwandezen enkele kilometers buiten Kinshasa vertraging opliepen, met weinig overgebleven gepantserde voertuigen en onder voortdurende dreiging van Zimbabwaanse luchtaanvallen.

### Angolese interventie

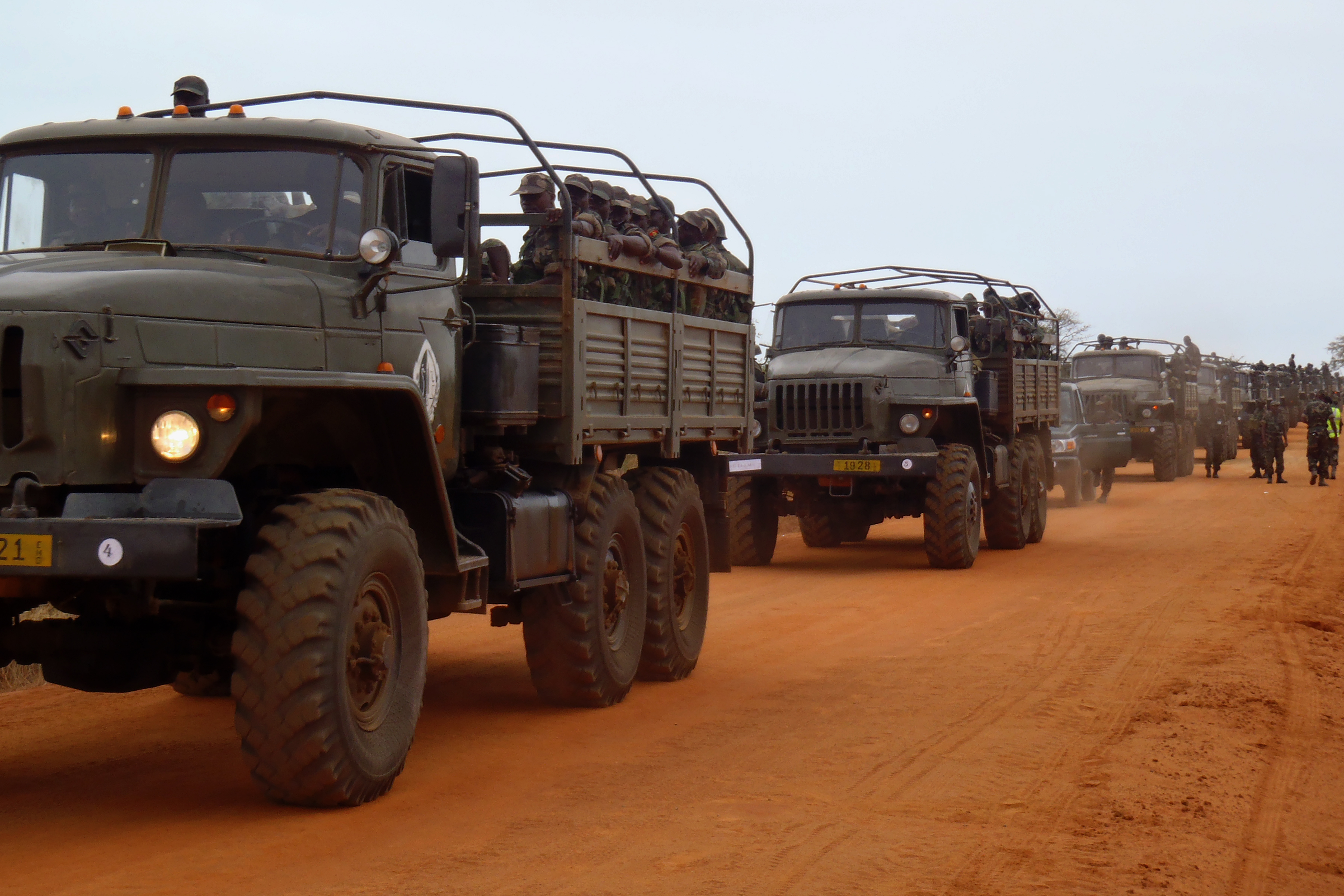
Angolees legerpersoneel, met uitrusting vergelijkbaar met die in gebruik in 1998.

Voorafgaand aan het begin van de operatie had de Rwandese inlichtingendienst informatie verstrekt waaruit bleek dat Angola niet van plan was om het regime van Kabila te ondersteunen. Dit kwam omdat onder Kabila Congo onderdak had geboden aan leden van UNITA, een rebellengroep die sinds de onafhankelijkheid van Angola van Portugal in conflict was met de MPLA-regering. Hoewel deze informatie accuraat was voor veel leden van het Angolese leger, bleef José Eduardo dos Santos, de president van Angola, een vriend van Kabila.
Op 22 augustus stak een troepenmacht van 2.500 Angolezen de grens met Congo over en heroverde Kitona op de volgende ochtend. De Rwandese troepen bleven echter weerstand bieden, waardoor de steden Banana en Moanda pas op de 28e werden heroverd. Nadat deze steden waren heroverd, werden ze opnieuw geconfronteerd met verkrachtingen en plunderingen door de zegevierende Angolese troepen. Over het algemeen wordt aangenomen dat het regime van Kabila de operatie niet zonder de interventie van Angola zou hebben overleefd.

## Strijd om Kinshasa

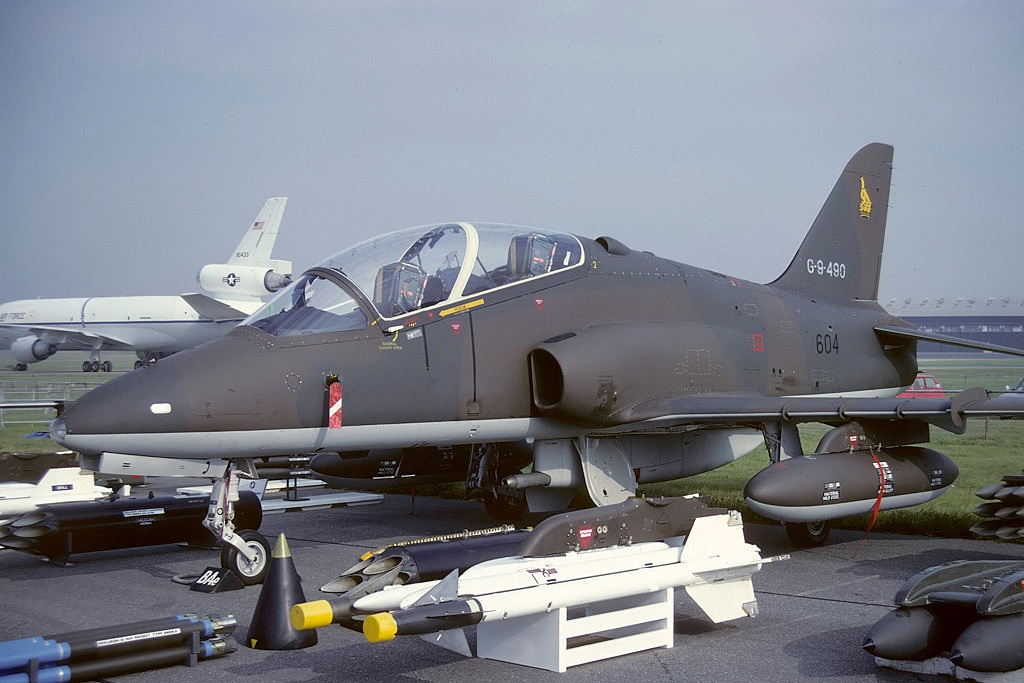
Een ZAF Hawk vergelijkbaar met die gebruikt bij de verdediging van de Luchthaven N'djili

Hoewel afgesneden van de kust en versterkingen, bleef Kabarebe de controle uitoefenen over bijna 15.000 troepen, die zich aan de rand van Kinshasa bevonden en in een goede staat van paraatheid verkeerden. In plaats van opnieuw een aanval langs de Kasangulu-weg te lanceren, besefte Kabarebe dat de Zimbabwanen bij Luchthaven N'djili in de minderheid waren en feitelijk de enige echte steun vormden voor de Kabila-regering, gezien de onbetrouwbare prestaties van de resterende Congolese strijdkrachten (FAC).
De Zimbabwaanse generaal-majoor Mike Nyambuya besefte dit ook en zette op 25 augustus verschillende SAS-teams in de buitenwijken van Kinshasa in om de opmars van de Rwandezen te vertragen. Hoewel deze teams aanvankelijk effectief waren, slaagden rebellerende FAC-militairen, die zich voordeden als terugtrekkende FAC-soldaten die nog steeds loyaal waren aan Kabila, er op 26 augustus in om de stad binnen te dringen. Eén van deze groepen trok naar de Luchthaven N'djili, waar ze erin slaagden zich tot op 100 meter van de landingsbaan te verschansen voordat ze werden ontdekt en door de Zimbabwaanse troepen die het vliegveld bewaakten werden uitgeschakeld. De tweede golf Rwandese troepen en rebellerende FAC-militairen overmeesterde uiteindelijk de verdedigers en veroverde zowel het westelijke uiteinde van de landingsbaan als de hoofdterminal en hangars. De verkeerstoren en het oostelijke uiteinde van de landingsbaan bleven in handen van de Zimbabwanen. Vanaf hier werden alle overgebleven vliegtuigen van de Zimbabwaanse luchtmacht de lucht in gestuurd.
Die middag begonnen de Zimbabwanen herhaaldelijk de Rwandese posities in de stad aan te vallen. Tijdens deze gevechten slaagden twee Zimbabwaanse luchtmachthelikopters erin om Kabila uit het presidentiële paleis te evacueren, waarna ze haar naar Lubumbashi brachten. Gedurende de rest van 26 augustus braken er sporadische gevechten uit in heel Kinshasa.

Situatie in Kinshasa, 11-27 augustus 1998

Op de ochtend van 27 augustus ontplooide Kabarebe zijn laatste tanks en luchtafweergeschut in een laatste poging om de rest van het vliegveld te veroveren. Gedurende de dag voerden vliegtuigen van de Zimbabwaanse luchtmacht voortdurend aanvallen uit, waarbij ze opstegen vanaf de noordkant van de landingsbaan onder Zimbabwaanse controle, de Rwandese posities aan de zuidkant bombardeerden en vervolgens terugkeerden om bijgetankt en opnieuw bewapend te worden. Op het hoogtepunt van de gevechten duurde de doorlooptijd van een vliegtuig minder dan vijf minuten. Door de voortdurende luchtaanvallen en de vastberaden verdediging van de rest van het vliegveld slaagde de eerste Rwandese aanval er niet in om terrein te winnen. Een tweede aanval later op de middag mislukte ook en resulteerde in het verlies van alle overgebleven tanks en luchtafweergeschut.
Generaal-majoor Mike Nyambuya gaf opdracht tot een tegenaanval om het vliegveld vroeg op 28 augustus te heroveren, maar stuitte op zware tegenstand. Uiteindelijk werden de Rwandezen verdreven en gedwongen zich terug te trekken naar de wijken Kimbanseke en Masina, waar ze de afgelopen dagen loopgraven en andere verdedigingswerken hadden voorbereid. Twee dagen van loopgravenoorlog volgden tot 30 augustus, toen Kabarebe en de overgebleven Rwandese en Oegandese troepen de FAC-muiters in de steek lieten en naar het zuiden de jungle introkken. Dit markeerde het einde van georganiseerde gevechten om Kinshasa en het einde van Operatie Kitona.

## Vlucht van Kabarebe
Kabarebe's troepen bevonden zich nu in een benarde situatie: ze bevonden zich op bijna 1.500 kilometer afstand van de dichtstbijzijnde geallieerde troepen in Kivu en waren omsingeld aan drie kanten. In het westen was Kitona, dat nu onder controle stond van de Angolezen die op weg waren naar Kinshasa. In het noorden lag de Congo Rivier, die Kabarebe niet kon oversteken vanwege een gebrek aan boten, en in het oosten bevonden zich 1.500 kilometer jungle en het Congolese leger. Hierdoor besloten ze om naar het zuiden te trekken richting Angola en de bevriende UNITA-troepen.
Op 1 september heroverden Angolese troepen, met steun van Zimbabwaanse SAS-commando's, eindelijk de Inga-dammen, waarbij de Oegandese verdedigers ontsnapten om zich bij de overgebleven Rwandese aanvalsmacht te voegen. Op dat moment identificeerde Kabarebe een vliegveld buiten de Angolese stad Maquela do Zombo, dat werd verdedigd door meer dan 400 Angolezen. De Rwandese troepen hadden tijd nodig om zich te hergroeperen en lanceerden medio september een aanval op het vliegveld, geholpen door lokale UNITA-opstandelingen, wat resulteerde in de overname van het vliegveld. De landingsbaan was echter te kort en moest worden verlengd om grote vrachtvliegtuigen te kunnen laten landen voor de evacuatie. Gedurende de daaropvolgende twee maanden werkten Kabarebe's mannen aan het verlengen van de landingsbaan van 1.400 meter naar 1.800 meter. Tijdens deze periode wisten ze ook talloze aanvallen van Angolese troepen af te slaan, waaronder een aanval met meer dan 26 gepantserde voertuigen.
Nadat de landingsbaan was verlengd, werden er meer dan 30 vluchten uitgevoerd om de overgebleven Rwandese en Oegandese troepen in het donker te evacueren. Op 24 december waren alle overgebleven Rwandese en Oegandese troepen, ongeveer 3.000 in totaal, veilig teruggekeerd naar Rwanda.

## Nasleep

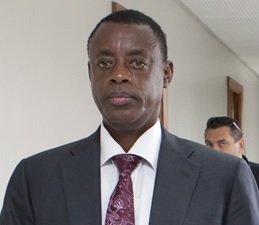
James Kabarebe in 2012.

Na de terugtrekking van Kabarebe brachten Congolese, Zimbabwaanse en Angolese troepen een groot deel van de daaropvolgende maanden door met het herstellen van de orde in West-Congo. Tijdens het daaropvolgende geweld werden duizenden vermoedelijke rebellen onderworpen aan verkrachtingen, martelingen en moorden. De overblijvende ongeveer 12.000 muitende Congolese soldaten vluchtten de jungle in, veranderden van zijde of werden gedood.
Drie jaar na het mislukken van het Rwandese streven om Laurent-Désiré Kabila omver te werpen, werd hij op 16 januari 2001 vermoord door zijn eigen lijfwachten. Hij werd opgevolgd door zijn zoon Joseph Kabila. Hoewel zowel de betrokken partijen hadden verwacht dat het conflict kort na het mislukken van Operatie Kitona zou eindigen, markeerde deze operatie het begin van de Tweede Congolese Burgeroorlog, die nog eens vijf jaar zou voortduren en meer dan vijf miljoen levens zou eisen.
Ondanks de nederlaag voor de Rwandezen, werd James Kabarebe in Rwanda een nationale held vanwege zijn leiderschap tijdens het offensief. De operatie wordt ook bestudeerd aan militaire academies over de hele wereld vanwege het innovatieve gebruik van luchtlandingsinfanterie en vanwege het falen van de inlichtingendiensten, met name het onjuiste geloof van de Rwandezen dat Angola de regering van Kabila niet zou steunen.

## Geciteerde werken
- Cooper, Tom (2013). Great Lakes Conflagration: Second Congo War, 1998–2003. Helion & Company Limited, Solihull. ISBN 978-1-920143-84-8.
- Stejskal, James (2013). The Kitona Operation: Rwanda's Gamble to Capture Kinshasa and the Misreading of an "Ally". Joint Force Quarterly (68): 99–104. ISSN: 1070-0692.